# Franz von Bayros
Franz von Bayros (n. 28 mai 1866, Zagreb – d. 2 aprilie 1924, Viena) fiind cunoscut și sub numele de "Marchizul de Bayros", a fost un grafician, ilustrattor și pictor austriac. El a semnat operele sale sub pseudonimul "Choisy Le Conin". Franz von Bayros este asemănat frecvent cu Aubrey Beardsley și Félicien Rops. Spre deosebire de cei doi Franz este obligat să picteze după cerințele pieții. Ilustrațiile sale erotice se caracterizează prin subtilitate și finețe.

## Articole conexe
- Listă de artiști plastici și arhitecți austrieci
- Muzeul erotic Beate Uhse